# Urotrichini
Urotrichini är en släktgrupp (tribus) i familjen mullvadsdjur med två arter som förekommer på Japan.

## Utseende
Dessa mullvadar påminner om näbbmöss i utseende. De har smala fötter med jämförelsevis små klor och extremiteterna är ganska långa. Huvudet kännetecknas av en långdragen spetsig nos, små ögon och små yttre öron som är gömda i pälsen. Pälsen är inte lika sammetslen som hos andra mullvadsdjur och har en gråbrun till svart färg. Med en kroppslängd av 6 till 10 cm, en svanslängd av 2,4 till 4,1 cm och en vikt av 14 till 20 gram är de mindre mullvadsdjur.

## Utbredning och habitat
Utbredningsområdet sträcker sig över Japans tre södra öar (Honshū, Shikoku, Kyūshū) och några ögrupper i närheten. Arterna vistas i skogar och gräsmarker.

## Ekologi
Dessa mullvadsdjur hittas ganska ofta ovanpå markytan, de har även bra sim- och klättringsförmåga. De skapar stigar i förmultnade växtdelar och gräver ibland tunnlar. Födan utgörs av daggmaskar, insekter och spindeldjur. Honor kan ha flera kullar per år och efter cirka fyra veckors dräktighet föds upp till fyra ungar.

## Systematik och arter
I motsats till tidigare antagelser är arterna inte närmare släkt med Neurotrichus gibbsii som lever i Amerika och som har liknande utseende.
I äldre avhandlingar förs båda arter till samma släkte, Urotrichus, men enligt standardverket Mammal Species of the World står de i var sitt släkte.
- Dymecodon pilirostris, föredrar barrskogar i bergstrakter.
- Urotrichus talpoides, hittas främst i skogar och gräsmarker i låglandet.

IUCN listar båda arter som livskraftiga (LC).